# Hrubý Jeseník (Nymburki járás)
Hrubý Jeseník település Csehországban, a Nymburki járásban. Hrubý Jeseník Nový Dvůr, Křinec, Oskořínek és Jíkev településekkel határos. Lakosainak száma 599 fő (2024. január 1.).

## Népesség
A település lakosságának változását az alábbi diagram mutatja:
| Lakosok száma | 831  | 890  | 805  | 599  | 515  | 512  | 568  | 556  | 582  | 599  |
|               | 1869 | 1890 | 1921 | 1950 | 1980 | 2001 | 2017 | 2019 | 2022 | 2024 |